# Cidkijá ben Ábrahám há-Rófe
Cidkijáh ben Ábrahám há-Rófe (héberül: צדקיה בן אברהם 13. század) író
1230 körül élt Rómában. Sihbólé ho-leket cím alatt könyvet írt, amelyben honfitársának, Kalonümosz ben Sábbátái zsidó tudósnak 1050 körül Magyarországon tett utazásáról is megemlékezik. A könyve gyűjteményszerű, a régibb teológiai irodalom adatait egyszerűen egymás mellé állítja. Kalonümosszal kapcsolatban elbeszélésszerűen emlékezik meg arról az ítéletről, amelyet Kalonümosz a zsidó vallás védelmében hozott Esztergomban. 